# San Francisco la Paz
San Francisco la Paz es una localidad del estado mexicano de Oaxaca, localizada en el istmo de Tehuantepec y en el municipio de Santa María Chimalapa. Forma parte de la región de los Chimalapas.

## Localización y demografía
San Francisco la Paz se encuentra localizado en la zona de los Chimalapas en el extremo noreste del estado y muy cercano a los límites con los estados de Veracruz de Ignacio de la Llave y Chiapas; dichos límites no se encuentran claramente definidos y son frecuente fuente de conflicto entre los pobladores de la zona.
Sus coordenadas geográficas son 17°05′48″N 94°07′44″O / 17.09667, -94.12889, tiene una altitud de 80 metros sobre el nivel del mar y en el curso del río Uxpanapa; su comunicación con el resto del estado es difícil y se da solamente por caminos rurales, así mismo se comunica por el mismo medio hacia el norte con el estado de Veracruz, con la zona de Uxpanapa.
De acuerdo al Censo de Población y Vivienda de 2010 realizado por el Instituto Nacional de Estadística y Geografía, San Francisco la Paz tiene una población total de 628 habitantes, de los que 310 son hombres y 318 son mujeres.

## Historia
San Francisco la Paz surgió como población en la década de 1970 con un pequeño asentamiento de nombre Arroyo Concha, sin embargo en 1990 el INEGI declaró a la población como sin habitantes y la dio de baja como localidad; para 1995 había vuelto a estar poblada esta vez con el nombre actual de San Francisco la Paz, que conserva hasta la actualidad y el 1 de agosto de 2015 el Decreto n.º 1280 del Congreso de Oaxaca le dio la categoría política de congregación.

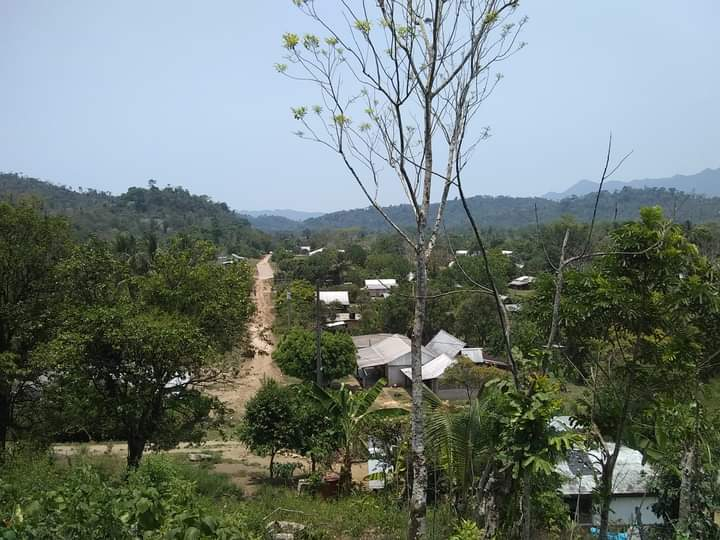
Vista de San Francisco La Paz

La zona de los Chimalapas ha sido continuamente foco de conflictos por la explotación ilegal de sus numerosos recursos naturales y por conflictos agrarios y de límites entre pueblos y ejidos y entre el estado de Oaxaca y los de Veracruz y Chiapas. En la zona de San Francisco la Paz el conflicto se ha dado con pobladores del municipio veracruzano de Uxpanapa a los que los habitantes de San Francisco la Paz acusan de invadir sus tierras; el 8 de enero de 2016 pobladores de San Francisco la Paz retuvieron a un grupo de dichos pobladores de Veracruz, amenazándo con lincharlos si las autoridades no resuelven dicho conflicto territorial.